# He Yi
|  | Pel director de pel·lícules xinès amb el nom alternatiu de He Yi, vegeu He Jianjun. |

En aquest nom xinès, el cognom és He.
He Yi va ser un líder rebel dels Turbants Grocs que va ocupar Runan durant el període de la tardana Dinastia Han Oriental de la història xinesa. Quan la Rebel·lió dels Turbants Grocs va entrar en declivi, ell i altres turbants grocs restants com Liu Pi, He Man, i Huang Shao (黃邵) es va aliar-hi amb Yuan Shu i Sun Jian a inicis de la dècada de 190, i va aconseguir reunir desenes de milers d'homes a mitjans de la dècada. En el 196 quan Cao Cao va llançar una campanya contra ells, tots es van rendir a Cao després que Huang Shao fóra mort per Yu Jin.

## En la ficció
En la novel·la històrica del Romanç dels Tres Regnes de Luo Guanzhong, fins i tot després que va acabar la Rebel·lió dels Turbants Grocs, He Yi encara seguia ocupant Runan. No obstant, mentre fugia de l'exèrcit de Cao Cao que s'aproximava, ell va ser capturat per Xu Chu, llavors un líder voluntari de l'exèrcit, que el va executar per ordre de Cao.